# Dennis Gansel
Dennis Gansel (4. října 1973, Hannover) je německý režisér, herec a scenárista.

## Filmografie

### Režisér
- 2008 - Náš vůdce
- 2004 - Napola
- 2001 - Holky to chtěj taky

### Herec
- 2001 - Holky to chtěj taky

### Scenárista
- 2008 - Náš vůdce
- 2004 - Napola